# Grafton (New South Wales)
Grafton er en by i New South Wales i Australien. Byen blev grundlagt i 1851 og havde i 2016 en befolkning på 18.668.